# Walter Pfeuffer
Walter Pfeuffer (Berlijn, 21 juni 1893 – aldaar, 1969) was een Duits componist en musicus. Hij gebruikte voor bepaalde werken het pseudoniem: Frank Fellow.
Hij leefde als musicus en componist van lichte muziek in Berlijn. 

## Composities

### Werken voor harmonieorkest
- Gruss aus Ulm, mars
- Ulmer Stadtfanfare, mars
- Weihnachtslegende, voor unisono koor en harmonieorkest, op. 134
- Zum Geburtstag

### Kamermuziek
- Menuett, voor viool (of dwarsfluit; of hobo) en piano, op. 37